# Heinrich Basilius Zeidler
Heinrich Basilius Zeidler (* 25. Januar 1640 in Bautzen; † 15. April 1703) war ein deutscher Geistlicher.

## Leben
Zeidler war der Sohn des Pastors Johann Zeidler. Nach dem frühen Tod des Vaters wurde der Archidiakon Johann Martini sein Ziehvater. Zeidler studierte Theologie in Wittenberg und Leipzig und war anschließend als Geistlicher in Straßburg. Ab 1679 war er zunächst zweiter, ab 1702 dann erster Pastor an der St.-Petri-Kirche in Bautzen. Daneben war er auch Schulinspektor für die evangelische Ratsschule. 
Heinrich Basilius Zeidler starb 1703 an einem Schlaganfall. Er wurde auf dem Taucherfriedhof in Bautzen beigesetzt; sein Grabstein befindet sich heute in der Taucherkirche in Bautzen. 